# Droga wojewódzka nr 519
Droga wojewódzka nr 519 (DW519) – droga wojewódzka w północnej Polsce w województwach: pomorskim i warmińsko-mazurskim, przebiegająca przez teren powiatów: sztumskiego (gmina Stary Dzierzgoń), iławskiego (gmina Zalewo) i ostródzkiego (gminy: Małdyty i Morąg). Droga ma długość 41 km. Łączy miejscowość Stary Dzierzgoń z Morągiem.

## Przebieg drogi

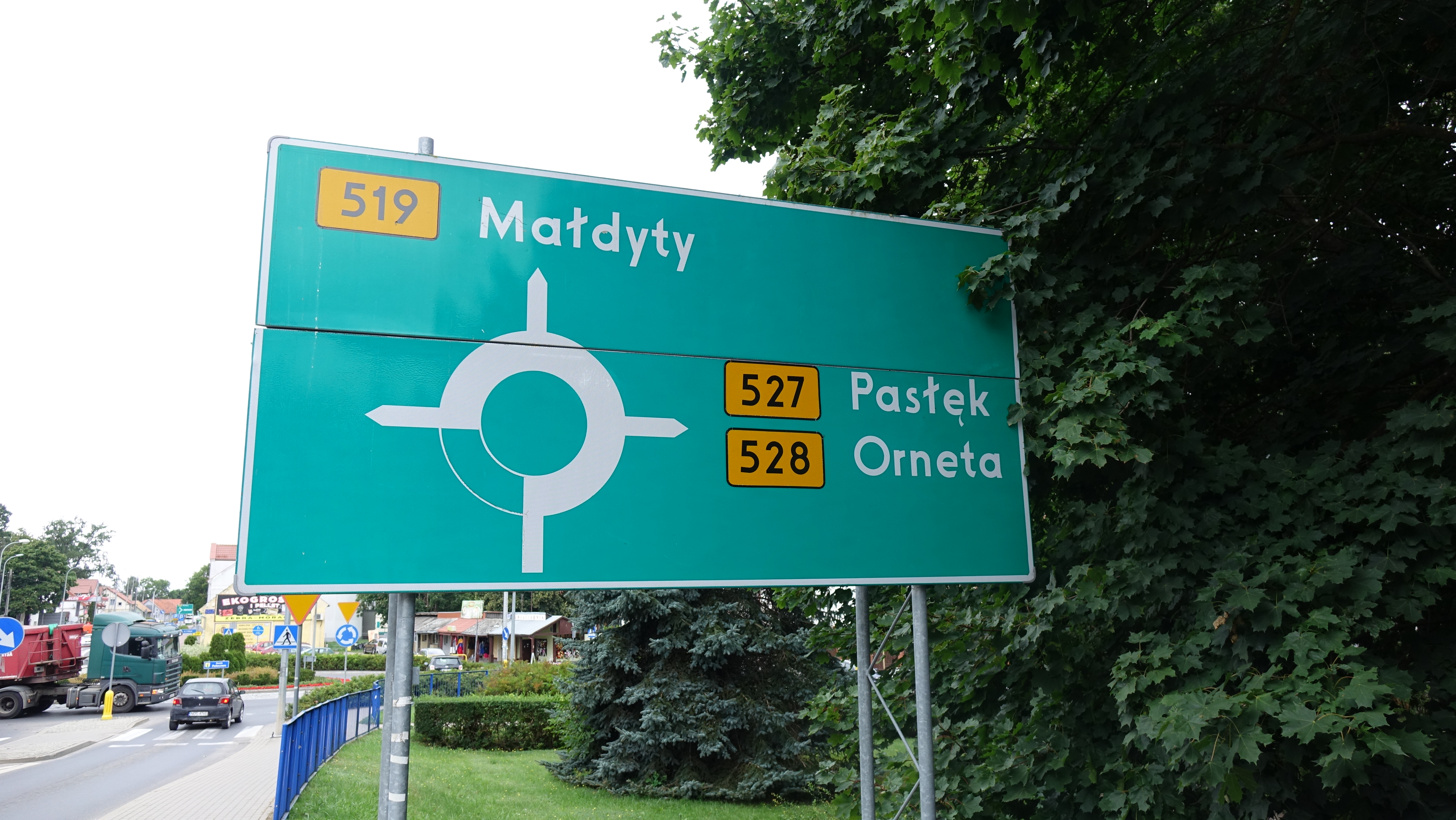
Rondo Pałacowe w Morągu

Droga rozpoczyna się w Starym Dzierzgoniu, gdzie odchodzi od drogi wojewódzkiej nr 515. Następnie kieruje się w stronę północno - wschodnią i po 41 km dociera do Morąga, gdzie dołącza się do drogi wojewódzkiej nr 527. Na 27 kilometrze, w okolicach miejscowości Małdyty przecina drogę krajową 7 łączącą Warszawę z Gdańskiem.

## Miejscowości leżące przy trasie DW519
- Stary Dzierzgoń
- Folwark
- Przezmark
- Gajdy
- Półwieś
- Zalewo
- Barty
- Zajezierze
- Wilamowo
- Dobrocin
- Morąg